# Westbahn
La Westbahn (letteralmente: "ferrovia dell'ovest") è un'importante linea ferroviaria austriaca, che collega la capitale Vienna alle città di Linz e Salisburgo. È gestita dalle ferrovie federali ÖBB, ed è percorsa da un intenso traffico, diretto da Vienna alle regioni occidentali dell'Austria (Tirolo, Vorarlberg) e alla Germania meridionale (in particolare Monaco di Baviera).
La linea fu attivata dal 1858 al 1860 dalla società Kaiserin Elisabeth-Bahn (KEB), che la gestì fino al 1882; in tale data la rete KEB venne nazionalizzata e gestita dalle ferrovie imperial-regie kkStB.

## Percorso
La Westbahn è costituita dalla vecchia Westbahn a doppio binario e dalla nuova Westbahn a doppio binario. I due percorsi sono paralleli.
Il capolinea orientale della Westbahn è la storica Wien Westbahnhof.
Da dicembre 2011, sulla linea opera la compagnia ferroviaria privata WESTbahn GmbH che, anche dopo la costruzione della nuova stazione ferroviaria passante di Wien Hauptbahnhof, ha continuato a utilizzare come capolinea di partenza per i suoi treni tra Vienna e Salisburgo la Westbahnhof. Dal dicembre 2015, l'ÖBB opera il servizio ferroviario a lunga percorrenza della Westbahn tra Vienna e Salisburgo con Railjet; i treni da è per Vienna transitano attraverso il tunnel Lainzer e la stazione di Wien Meidling fino alla Hauptbahnhof, proseguendo, dopo aver fermato alla Hauptbahnhof, fino all'aeroporto di Vienna.
Dalla fine del 2017 oltre al servizio tra Salisburgo e Wien Westbahnhof la Westbahn GmbH ha previsto un servizio parallelo con i treni, instradati attraverso il tunnel Lainzer, Wien Meidling e Wien Hauptbahnhof. che hanno il loro capolinea viennese a Vienna Praterstern; questo servizio è denominato "WESTblue", mentre il servizio attestato a Wien Westbahnhof è denominato "WESTgreen".
| Head station |

| Non-passenger station/depot on track |

| Unknown route-map component "ABZg+r" |

| Station on track |

| Straight track |  | Straight track |

| Straight track |  | Unknown route-map component "ABZg+r" |

| Straight track |  | Station on track |

| Straight track |  | Unknown route-map component "ABZgl" |

| Track change |  | Straight track |

| Straight track |  | Unknown route-map component "ABZgl" |

| Junction both to and from left | Unknown route-map component "LSTRq" | Unknown route-map component "ABZgr" |

| Straight track |  | Unknown route-map component "KRZu" |

| Straight track |  | Unknown route-map component "KMW" |

| 4,607 |
| 0,000 |

| Straight track |  | Unknown route-map component "tSTRa" |

| Straight track |  | Unknown route-map component "tSTR+GRZq" |

| Straight track |  | Unknown route-map component "tABZg+l" |

| Straight track |  | Unknown route-map component "tBST" |

| Straight track |  | Unknown route-map component "tÜST" |

| Unknown route-map component "eHST" |  | Unknown route-map component "tSTR" |

| Non-passenger station/depot on track |  | Unknown route-map component "tSTR" |

| Station on track |  | Unknown route-map component "tSTR" |

| Unknown route-map component "eHST" |  | Unknown route-map component "tSTR" |

| Straight track |  | Unknown route-map component "tÜST" |

| Unknown route-map component "KRWgl" | Unknown route-map component "KRW+r" | Unknown route-map component "tSTR" |

| Unknown route-map component "tSTRa" | Straight track | Unknown route-map component "tSTR" |

| Unknown route-map component "tSTR" | Stop on track | Unknown route-map component "tSTR" |

| Unknown route-map component "tSTR" | Straight track | Unknown route-map component "tKMW" |

| Unknown route-map component "tABZg+l" | Unknown route-map component "KRZt" | Unknown route-map component "tSTRr" |

| Unknown route-map component "tBST" | Unknown route-map component "KRWl" | Unknown route-map component "KRW+r" |

| Unknown route-map component "tKRWgl" | Unknown route-map component "tKRW+r" | Straight track |

| Unknown route-map component "tSTR" | Unknown route-map component "tSTR" | Stop on track |

| Unknown route-map component "tSTR" | Unknown route-map component "tSTR" | Track change |

| Unknown route-map component "tKMW" | Unknown route-map component "tSTR" | Straight track |

| Unknown route-map component "tSTR" | Unknown route-map component "tSTR" | Stop on track |

| Unknown route-map component "tÜST" | Unknown route-map component "tSTR" | Straight track |

| Unknown route-map component "tSTR+GRZq" | Unknown route-map component "tSTR+GRZq" | Unknown route-map component "STR+GRZq" |

| Unknown route-map component "tSTR" | Unknown route-map component "tSTRe" | Stop on track |

| Unknown route-map component "tSTR" | Unknown route-map component "KRWl" | Unknown route-map component "KRWg+r" |

| Unknown route-map component "tKMW" |  | Straight track |

| 11,091 |
| 11,750 |

| Unknown route-map component "tSTR" |  | Station on track |

| Unknown route-map component "tSTR" |  | Stop on track |

| Unknown route-map component "tSTR" |  | Track change |

| Unknown route-map component "tSTR" |  | Stop on track |

| Unknown route-map component "tSTR" |  | Station on track |

| Unknown route-map component "tSTR" |  | Stop on track |

| Unknown route-map component "tSTR" |  | Stop on track |

| Unknown route-map component "tSTRe" |  | Straight track |

| Straight track |  | Station on track |

| Straight track |  | Enter and exit short tunnel |

| Straight track |  | Enter and exit short tunnel |

| Straight track |  | Unknown route-map component "hKRZWae" |

| Straight track |  | Stop on track |

| Straight track |  | Non-passenger station/depot on track |

| Straight track |  | Stop on track |

| Straight track |  | Stop on track |

| Straight track |  | Stop on track |

| Straight track |  | Stop on track |

| Straight track |  | Unknown route-map component "hKRZWae" |

| Straight track |  | Station on track |

| Unknown route-map component "ABZgr" |  | Straight track |

| Unknown route-map component "vSTR+r-SHI1+r" |  | Straight track |

| Unknown route-map component "vSTR-ABZg+l" |  | Straight track |

| Unknown route-map component "vBHF" |  | Straight track |

| Unknown route-map component "vSTRr-SHI1r" |  | Straight track |

| Unknown route-map component "tSTRa" |  | Straight track |

| Unknown route-map component "tSTRe" |  | Stop on track |

| Enter and exit tunnel |  | Straight track |

| Enter and exit tunnel |  | Straight track |

| Track change |  | Straight track |

| Unknown route-map component "tSTRa" |  | Straight track |

| Unknown route-map component "tSTRe" |  | Station on track |

| Unknown route-map component "tSTRa" | Unknown route-map component "WASSER+l" | Unknown route-map component "hKRZWae" |

| Unknown route-map component "tSTRe" | Water | Station on track |

| Unknown route-map component "hKRZWae" | Water straight and to right | Straight track |

| Track change |  | Straight track |

| Unknown route-map component "tSTRa" |  | Straight track |

| Unknown route-map component "tSTRe" |  | Unknown route-map component "eHST" |

| Unknown route-map component "KMW" | Unknown route-map component "STR+l" | One way rightward |

| 54,199 |
| 54,267 |

| Straight track | Unknown route-map component "BHFSPLa" |  |

| Unknown route-map component "SHI3l" | Unknown route-map component "vSHI3g+r-STR" |  |

| Unknown route-map component "vDST" |

|  | Unknown route-map component "vSTR-SHI3gl" | Unknown route-map component "SHI3+r" |

|  | Unknown route-map component "vSTR" | Track change |

|  | Unknown route-map component "vWBRÜCKE1" | Unknown route-map component "hKRZWae" |

|  | Unknown route-map component "vABZg+r-STR" | Straight track |

|  | Unknown route-map component "vBHF" | Straight track |

|  | Unknown route-map component "vSTR-ABZgl" | Straight track |

|  | Unknown route-map component "vDST" | Straight track |

|  | Unknown route-map component "vSTR" | Enter and exit short tunnel |

|  | Unknown route-map component "vKMW" | Straight track |

| 62,025 |
| 62,031 |

|  | Unknown route-map component "vTUNNEL1" | Straight track |

|  | Unknown route-map component "vSTR+GRZq" | Straight track |

|  | Unknown route-map component "vÜSTl" | Straight track |

|  | Unknown route-map component "vKMW" | Straight track |

| 67,611 |
| 67,806 |

|  | Unknown route-map component "BHFSPLe" | Straight track |

|  | Stop on track | Straight track |

|  | Straight track | Track change |

|  | Track change | Straight track |

|  | Straight track | Enter and exit short tunnel |

|  | Stop on track | Straight track |

|  | Straight track | Enter and exit short tunnel |

|  | Unknown route-map component "vSHI1+l-STR+l" | One way rightward |

| Unknown route-map component "vDST" |

| Unknown route-map component "vKMW" |

| 76,946 |
| 76,951 |

| Unknown route-map component "SHI1+l" | Unknown route-map component "SHI1+r" |

| Enter and exit tunnel | Straight track |

| Straight track | Enter and exit tunnel |

| Station on track | Straight track |

| Straight track | Track change |

| Unknown route-map component "SHI1l" | Unknown route-map component "SHI1r" |

| Unknown route-map component "SHI1+l" | Unknown route-map component "SHI1+r" |

| Straight track | Unknown route-map component "tSTRa" |

| Enter and exit tunnel | Unknown route-map component "tSTRe" |

| Stop on track | Unknown route-map component "tSTRa" |

| Straight track | Unknown route-map component "tSTRe" |

| Straight track | Unknown route-map component "KMW" |

| 86,182 |
| 86,370 |

| Unknown route-map component "SHI1l" | Unknown route-map component "SHI1r" |

| Unknown route-map component "vÜST-STR" |

| Unknown route-map component "vSTR-ÜST" |

| Unknown route-map component "vKMW" |

| 91,925 |
| 92,230 |

| Unknown route-map component "vBHF" |

| Unknown route-map component "vSTR-ABZgl" |

| Unknown route-map component "SHI1+l" | Unknown route-map component "SHI1+r" |

| Straight track | Unknown route-map component "tSTRa" |

| Stop on track | Unknown route-map component "tSTR" |

| Straight track | Unknown route-map component "tÜST" |

| Track change | Unknown route-map component "tSTR" |

| Stop on track | Unknown route-map component "tSTRe" |

| Straight track | Unknown route-map component "KMW" |

| 102,448 |
| 104,752 |

| Unknown route-map component "SHI1l" | Unknown route-map component "SHI1r" |

| Unknown route-map component "vBHF" |

| Unknown route-map component "vWBRÜCKE1" |

| Unknown route-map component "vSTR+GRZq" |

| Unknown route-map component "vÜSTl" |

| Unknown route-map component "vHST-STR" |

| Unknown route-map component "SHI1+l" | Unknown route-map component "SHI1+r" |

| Unknown route-map component "eHST" | Straight track |

| Unknown route-map component "STR2" | Unknown route-map component "tSTR3ua" |

| Unknown route-map component "tSTR+1ue" | Unknown route-map component "STR+4" |

| Unknown route-map component "KMW" | Straight track |

| 115,776 |
| 115,795 |

| Unknown route-map component "SHI1l" | Unknown route-map component "SHI1r" |

| Unknown route-map component "vSTR-ÜST" |

| Unknown route-map component "vSTR-HST" |

| Unknown route-map component "vDST" |

| Unknown route-map component "vBHF" |

| Unknown route-map component "vSTR+GRZq" |

| Unknown route-map component "vSTR-BST" |

| Unknown route-map component "vSTR-ABZgl" |

| Unknown route-map component "vÜST-STR" |

| Unknown route-map component "vSTR-HST" |

| Unknown route-map component "vSTR-ÜST" |

| Unknown route-map component "vDST-HST" |

| Unknown route-map component "vSTR-HST" |

| Unknown route-map component "vKMW" |

| 141,579 |
| 141,586 |

| Unknown route-map component "vÜSTl" |

| Unknown route-map component "SHI1+l" | Unknown route-map component "SHI1+r" |

| Straight track | Station on track |

| Enter and exit tunnel | Straight track |

| Unknown route-map component "KMW" | Straight track |

| 147,230 |
| 147,428 |

| Unknown route-map component "SHI1l" | Unknown route-map component "SHI1r" |

| Unknown route-map component "vÜSTr" |

| Unknown route-map component "vSTR-HST" |

| Unknown route-map component "SHI1+l" | Unknown route-map component "SHI1+r" |

| Unknown route-map component "tSTRa" | Straight track |

| Unknown route-map component "tSTR" | Unknown route-map component "KMW" |

| 147,979 |
| 147,982 |

| Unknown route-map component "tSTR" | Stop on track |

| Unknown route-map component "tSTRe" | Track change |

| Unknown route-map component "KMW" | Straight track |

| 160,026 |
| 162,161 |

| Straight track | Unknown route-map component "KMW" |

| 161,578 |
| 161,567 |

| Unknown route-map component "SHI1l" | Unknown route-map component "SHI1r" |

| Unknown route-map component "vKMW" |

| 163,043 |
| 163,057 |

| Unknown route-map component "vSTR-ABZg+l" |

| Unknown route-map component "vBHF" |

| Unknown route-map component "vDST" |

| Unknown route-map component "SHI1+l" | Unknown route-map component "SHI1+r" |

| Unknown route-map component "KRZr" | Unknown route-map component "ABZg+r" |

| Straight track | Small non-passenger station on track |

| Straight track | Stop on track |

| Unknown route-map component "hKRZWae+GRZq" | Unknown route-map component "hKRZWae+GRZq" |

| Straight track | Station on track |

| Track change | Straight track |

| Straight track | Stop on track |

| Unknown route-map component "KMW" | Straight track |

| 174,300 |
| 173,736 |

| Unknown route-map component "SHI1l" | Unknown route-map component "SHI1r" |

| Unknown route-map component "vSTR-DST" |

| Unknown route-map component "vSTR-HST" |

| Unknown route-map component "vDST" |

| Unknown route-map component "vSTR-HST" |

| Unknown route-map component "vABZgr-STR" |

| Unknown route-map component "vWBRÜCKE1" |

| Unknown route-map component "DSTSPLe" |

| Unknown route-map component "STR+GRZq" |

| Unknown route-map component "ABZg+r" |

| Unknown route-map component "ABZg+r" |

| Unknown route-map component "KMW" |

| 188,051 |
| 188,000 |

| Station on track |

| Non-passenger station/depot on track |

| Unknown route-map component "ABZgl" |

| Unknown route-map component "ABZgr" |

| Unknown route-map component "STR+GRZq" |

| Stop on track |

| Track change |

| Stop on track |

| Station on track |

| Stop on track |

| Unknown route-map component "vSHI1+l-STR+l" |

| Unknown route-map component "vBHF" |

| Unknown route-map component "vÜWBr" |

| Unknown route-map component "vÜSTr" |

| Unknown route-map component "vDST-STR" |

| Unknown route-map component "SPLe" |

| Station on track |

| Unknown route-map component "ABZgr" |

| Unknown route-map component "ABZgl" |

| Station on track |

| Unknown route-map component "BS2+l" | Unknown route-map component "BS2+r" |

| Unknown route-map component "tSTRa" | Straight track |

| Unknown route-map component "tSTR" | Unknown route-map component "ABZg+l" |

| Unknown route-map component "tSTRe" | Station on track |

| Unknown route-map component "BS2l" | Unknown route-map component "BS2r" |

| Unknown route-map component "KMW" |

| 227,200 |
| 227,503 |

| Stop on track |

| Unknown route-map component "eBS2+l" | Unknown route-map component "BS2+r" |

| Unknown route-map component "exHST" | Stop on track |

| Unknown route-map component "exABZgr" | Straight track |

| Unknown route-map component "eBS2l" | Unknown route-map component "BS2r" |

| Station on track |

| Enter and exit short tunnel |

| Unknown route-map component "KMW" |

| 236,662 |
| 236,940 |

| Station on track |

| Unknown route-map component "STR+GRZq" |

| Unknown route-map component "ABZg+r" |

| Station on track |

| Unknown route-map component "ABZgl" |

| Station on track |

| Small non-passenger station on track |

| Unknown route-map component "ABZgl" |

| Unknown route-map component "KMW" |

| 252,182 |
| 252,200 |

| Station on track |

| Unknown route-map component "ABZgr" |

| Stop on track |

| Station on track |

|  | Unknown route-map component "XBHF-L" | Unknown route-map component "KXBHFa-R" |

|  | Straight track | One way leftward |

| Station on track |

| Track change |

| Stop on track |

| Unknown route-map component "STR+GRZq" |

| Non-passenger station/depot on track |

| Unknown route-map component "STR+GRZq" |

| Stop on track |

| Unknown route-map component "STR+GRZq" |

| Station on track |

| Unknown route-map component "ABZg+r" |

| Station on track |

| Stop on track |

| Unknown route-map component "eBST" |

| Unknown route-map component "eBS2+l" | Unknown route-map component "BS2+r" |

| Unknown route-map component "extSTRa" | Straight track |

| Unknown route-map component "extSTR" | Stop on track |

| Unknown route-map component "extSTR" | Track change |

| Unknown route-map component "extSTR" | Stop on track |

| Unknown route-map component "extSTR" | Station on track |

| Unknown route-map component "extSTR" | Unknown route-map component "eHST" |

| Unknown route-map component "extSTR" | Stop on track |

| Unknown route-map component "extSTR" | Station on track |

| Unknown route-map component "extSTRe" | Straight track |

| Unknown route-map component "exhKRZWae" | Straight track |

| Unknown route-map component "exABZg2u" | Unknown route-map component "STR3" |

| Unknown route-map component "xABZg+1" | Unknown route-map component "xtSTR+4u" |

| Track change | Unknown route-map component "extSTR" |

| Unknown route-map component "STR2" | Unknown route-map component "xtSTR3u" |

| Unknown route-map component "xtSTR+1ue" | Unknown route-map component "STR+4" |

| Unknown route-map component "exSTR" | Stop on track |

| Unknown route-map component "exKRWgl" | Unknown route-map component "eKRWg+r" |

| Unknown route-map component "exSTR" | Small non-passenger station on track |

| Unknown route-map component "exSTR" | Unknown route-map component "ABZgl" |

| Unknown route-map component "eBS2l" | Unknown route-map component "BS2r" |

| Unknown route-map component "eBST" |

| Unknown route-map component "ehKRZa" |

| Unknown route-map component "STR+l" | Unknown route-map component "hKRZe" | Unknown route-map component "ABZq+l" |

| Unknown route-map component "KRWlr" | Unknown route-map component "KRWg+lr" | Unknown route-map component "KRWr" |

| Unknown route-map component "KMW" |

| 312,470 |
| 0,777   |

| Station on track |

| Straight track |